# Mochiriowa
Mochiriowa (ros. Мохирёва) – wieś (sieło) w Rosji, w obwodzie swierdłowskim, w rejonie talickim. W 2010 liczyła 370 mieszkańców.